# Epigynopteryx flavedinaria
Epigynopteryx flavedinaria är en fjärilsart som beskrevs av Achille Guenée 1858. Epigynopteryx flavedinaria ingår i släktet Epigynopteryx och familjen mätare. Inga underarter finns listade i Catalogue of Life.